# イプセン (製薬会社)
イプセン（フランス語: Ipsen S.A.）は、フランス・パリに本社を置き、世界20カ国以上に拠点を持つ製薬企業である。主に腫瘍、内分泌、神経筋障害の処置に使用される薬品を開発し販売している。ユーロネクスト・パリに上場している。

## 概要
世界的な専門志向製薬会社として2012年の総売上高は12億ユーロを超えている。標的型衰弱性疾患に対する特別な治療ソリューションをけん引することを目標としており、神経と内分泌と泌尿器腫瘍の3分野で開発戦略を取っている。さらに、グループで積極的な提携方針を取っており、イプセンの研究開発ではペプチドと毒素に関する革新的かつ差別化された技術プラットフォームに力を入れている。
フランスで42番めに資産を持つ家族であるビューフォー家が、持株会社のMayroy S.A.を通じて68%の株を所有しており、一家のアンネとヘンリは取締役を務めている。
国際財務報告基準によれば、2012年は研究開発だけで総売上高の20%にあたる2億5千万ユーロを費やしているとされる。

## イプセン財団
1983年、イプセンは生物医学研究において進歩状況を記録するためにフランス財団を援助する目的でイプセン財団を設立した。ブローニュ＝ビヤンクールに本部を置いていて、イヴ・クリステンが会長をつとめている。64ものコロキアムを運営していて、世界保健機関、ハーバード大学、ソーク研究所、マサチューセッツ総合病院などやネイチャー、セルといった学術雑誌と提携している。